# Итаара
Итаара (порт. Itaara) — муниципалитет в Бразилии, входит в штат Риу-Гранди-ду-Сул. Составная часть мезорегиона Западно-центральная часть штата Риу-Гранди-ду-Сул. Входит в экономико-статистический микрорегион Санта-Мария. Население составляет 5220 человек на 2006 год. Занимает площадь 171,079 км². Плотность населения — 30,5 чел./км².

## Статистика
- Валовой внутренний продукт на 2003 составляет 27.650.232,00 реалов (данные: Бразильский институт географии и статистики).
- Валовой внутренний продукт на душу населения на 2003 составляет 5.613,12 реалов (данные: Бразильский институт географии и статистики).
- Индекс развития человеческого потенциала на 2000 составляет 0,801 (данные: Программа развития ООН).